# Asia
Asia es el continente más grande y poblado de la Tierra. Con 44,6 millones de km² aproximadamente, representa el 8,7 % de la superficie total de la tierra y el 30 % de las tierras emergidas. En agosto de 2023 tiene alrededor de 4757 millones de habitantes, que representan el 59 % de la población mundial. Se extiende sobre la mitad oriental del hemisferio norte, desde el océano Glacial Ártico, al norte, hasta el océano Índico, al sur. Limita, al oeste con los montes Urales (Rusia), y al este con el océano Pacífico. Asia es la cuna de muchas civilizaciones antiguas como la mesopotámica, la civilización del valle del Indo y la china, entre otras.
En la división convencional de continentes, de origen europeo, Asia y Europa aparecen como dos entidades diferentes por razones culturales e históricas. En términos geográficos, forman en realidad un único continente, llamado Eurasia. Además, África está unida a Eurasia por el istmo de Suez por lo que también se puede considerar toda la extensión conjunta de Europa, Asia y África como un único supercontinente, ocasionalmente denominado Eurafrasia, o Afro-Eurasia.

## Etimología
El antónimo «Asia», como topónimo, corresponde a la civilización griega, para la cual Asia eran las tierras al este del mar Egeo, sometidas al Imperio persa, sin otro límite que la India y el mar Eritreo (mar Rojo y océano Índico).
El nombre se origina en 𐀀𐀯𐀹𐀊, (a-si-wi-ja) Aswia, atestiguado como gentilicio en griego micénico, una entidad política de Anatolia conocida en los documentos hititas como 𒀸𒋗𒉿 Assuwa, derrotada en el siglo XV a. C., pero cuyo nombre subsistió para la región más occidental de Anatolia (por ejemplo Assos).
Se ha sugerido que Assuwa contiene la raíz egea asis «barroso» o bien sea un derivado del acadio 𒀀𒍮 aṣû, «salir fuera», bien en el sentido de rebelarse, dado que se la menciona como una alianza «contra» el Imperio hitita, o bien en el sentido de «amanecer», si bien este último es problemático al encontrarse al oeste respecto de Hattusas. El mismo vocablo acadio Asu, por otra parte, podría ser el origen del nombre, sin hacer referencia a Assuwa con el sentido de Oriente, así como Europa significaría Occidente.Se necesita mejor fuente. La mitología griega consideraba que el nombre derivaba de Asia, oceánida y esposa de Prometeo.

## Geografía física

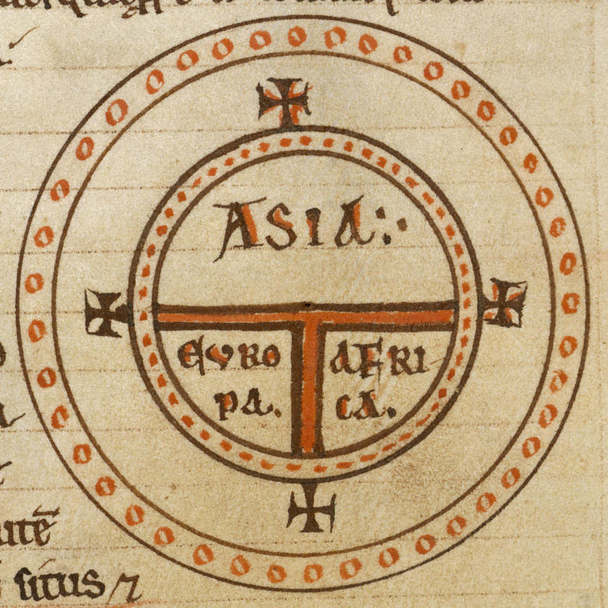
Mapa de T en O

El valle de Hunza

El concepto europeo de tres continentes (Asia, Europa y África) se remonta a la Antigüedad clásica, y se difundió durante la Edad Media debido a los estudios del erudito del siglo VII Isidoro de Sevilla (véase Mapa de T en O). 
La delimitación entre Asia y África forma el istmo de Suez y el mar Rojo. Los límites entre Asia y Europa, convencionalmente, se considera que discurren entre el mar Egeo, los Dardanelos, el Bósforo, el mar Negro, el Cáucaso, el mar Caspio, el río Ural y los montes Urales.
En el lejano noreste de Asia, Siberia está separada de Norteamérica por el estrecho de Bering. Asia está rodeada por el sur por el océano Índico (específicamente, de oeste a este, el golfo de Adén, el mar Arábigo y la bahía de Bengala), al este por las aguas del océano Pacífico (incluyendo, en contra las manecillas del reloj, el mar de la China Meridional, el mar de la China Oriental, el mar Amarillo, el mar del Japón, el mar de Ojotsk y el mar de Bering) y por el norte por el océano Ártico. Australia (u Oceanía) permanece en el sudeste. El límite geológico y ecológico entre Asia y Oceanía en el sector que separa a la Austronesia de la Australasia es la Línea de Wallace aunque histórica y culturalmente el límite con Oceanía está dado más frecuentemente por la Línea de Weber. (Tras ser una colonia neerlandesa, a mediados del recién pasado siglo XX, el Estado de núcleo asiático llamado Indonesia heredó territorios de Oceanía como las islas Aru y el oeste de la isla de Nueva Guinea por lo que actualmente los neófitos suelen confundirse con los límites del sudeste asiático y la Oceanía.)
Algunos geógrafos no consideran que Asia y Europa sean continentes separados, ya que no existe una separación física lógica entre ambas. Por ejemplo, Barry Cunliffe, el profesor emérito de arqueología europea de Oxford, sostiene que Europa ha sido geográficamente y culturalmente la "excrecencia occidental del continente asiático".
Geográficamente, Asia es la mayor parte oriental del continente denominado Eurasia con Europa constituyendo una península noroccidental de la masa continental denominada Eurafrasia: geológicamente, Asia, Europa y África constituyen un territorio único y continuo (salvo el artificial canal de Suez) y comparten una plataforma continental común. La mayor parte de Europa y Asia se asientan en la placa tectónica euroasiática, que bordea a la placa arábiga y la placa India por el sur; la parte más nororiental de Siberia (al este de los Montes Cherski) forma parte de la placa Norteamericana.
En geografía, existen dos escuelas de pensamiento principales. Una escuela obedece a las convenciones históricas y trata Europa y Asia como continentes diferentes, categorizando subregiones dentro de ellos para un análisis más detallado. La otra escuela compara la palabra "continente" con una región geográfica cuando se refiere a Europa, y utiliza el término "región" para describir a Asia en términos de la fisiografía. Dado que, en términos lingüísticos, "continente" implica una masa distinta, cada vez es más común sustituir el término "región" por el de "continente" para evitar el problema de la desambiguación.
Dado el alcance y diversidad de la masa de tierra, a veces no está siquiera claro en qué consiste "Asia" exactamente. Algunas definiciones excluyen Turquía, Oriente Medio, Asia Central y Rusia, y solo consideran que componen Asia el Lejano Oriente, el Sureste Asiático y el subcontinente indio, especialmente en Estados Unidos después de la II Guerra Mundial.
El término a veces se reduce de forma más estrecha para referirse a la región Asia-Pacífico, que no incluye Oriente Medio, el Sureste Asiático ni Rusia, pero sí incluye las islas del océano Pacífico y puede incluir partes de Australasia u Oceanía, a pesar de que los isleños del Pacífico no son considerados asiáticos.

### Relieve

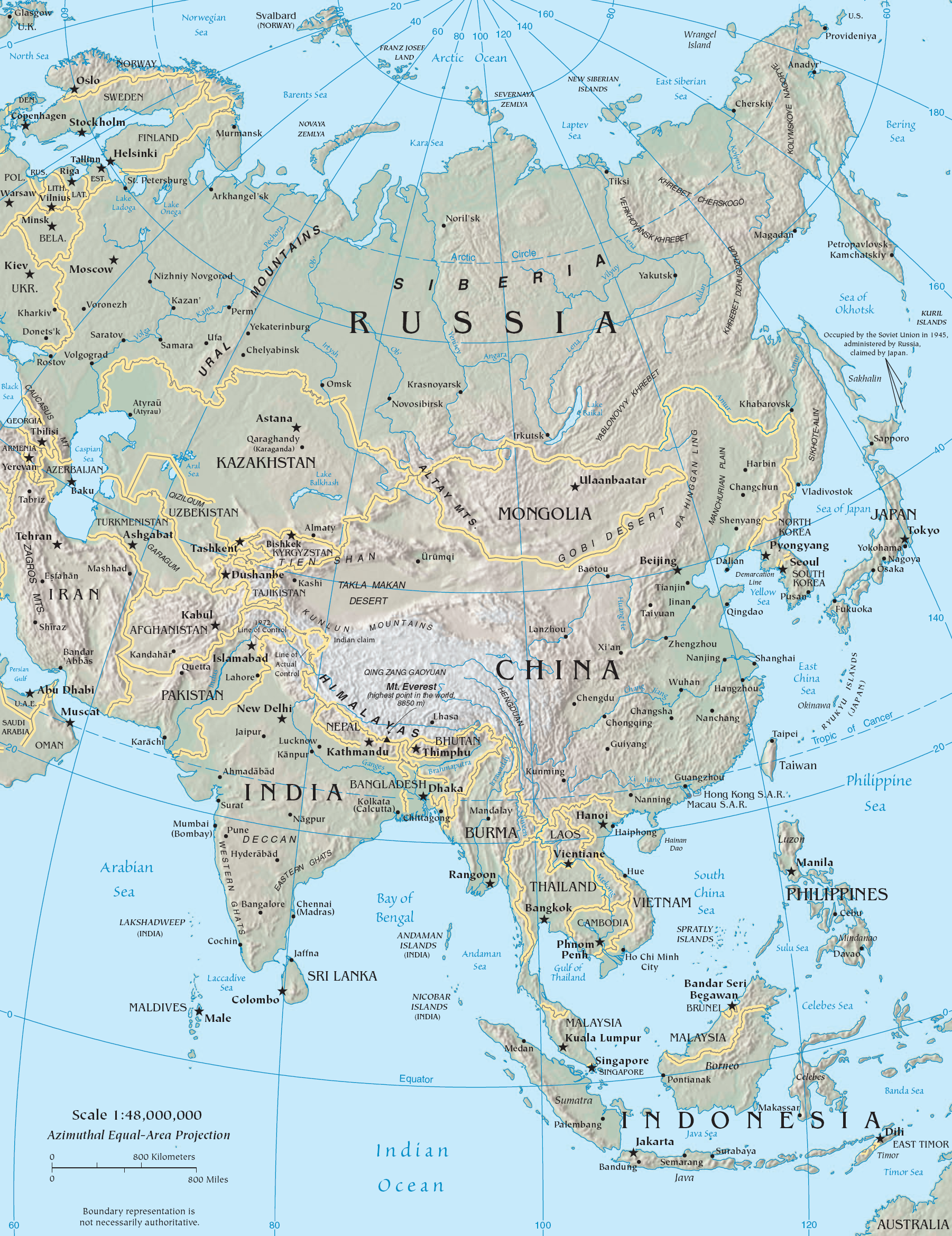
Mapa físico de Asia, excluyendo a la casi totalidad del Cercano Oriente.

El relieve de Asia está constituido por una dilatada meseta, en cuyos bordes se levanten fuertes cordilleras y a cuyo pie septentrional se extienden las llanuras que alcanzan el océano Ártico, en tanto que la vertiente sur se disponen, como en Europa, tres dilatadas penínsulas. En el núcleo central de todo el sistema orográfico es la meseta de Pamir o apodada junto a la del Tíbet como «El Techo del Mundo» (3600 m s. n. m. de altura media), de la que en direcciones a amplias cordilleras. Al sureste del «nudo orográfico» del Pamir se extiende otra meseta excelsa, que es la del Tíbet (la meseta más extensa y elevada actual del planeta Tierra), de mayor extensión y altura (5000 m) que el propio Pamir.
Entre las cadenas del sudoeste del Pamir y del Tíbet destacan las siguientes: del este de la meseta nace la cadena de los Kunlun que, con los Tian Shan, encierra la depresión del Tarim; más al sur, las formaciones de Hedin (7000 m) y del Karakorum (8611 m); en los bordes del suroeste y sur del Tíbet se levantan las alturas más importantes de la Tierra en el Himalaya (Everest, 8848 m; Kanchenjunga, 8585 m). La zona montañosa central es, pues, una extensa región de mesetas de gran altura en cuyos bordes se eleva la crestería montañosa. De este modo las mesetas quedan confinadas, a manera de depresiones, en el cerco de sus montañas limitantes, por lo que son desérticas o subdesérticas (faja de desiertos: desierto de Arabia, desierto de Persia, Turquestán o Turán, desierto de Gobi, etc).

### Hidrografía

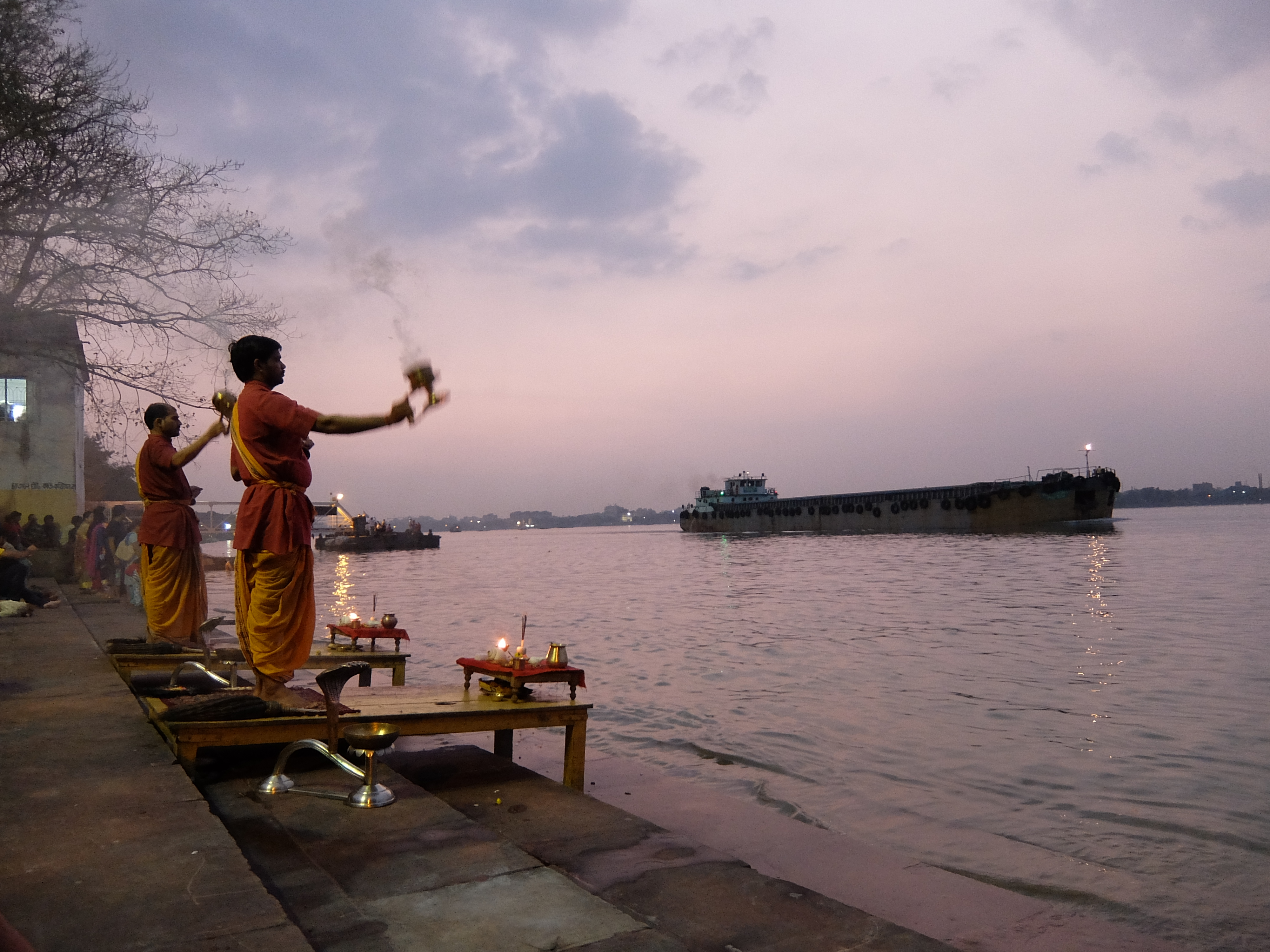
El Río Ganges

Por la vertiente septentrional corren hacia el océano Glacial, entre otros, los ríos Obi (4100 km) Yenisei (4750 km) y Lena (4270 km). Es muy interesante el régimen peculiar de estos ríos siberianos: como sus fuentes están a millares de kilómetros, más al sur que su desembocadura, al sobrevenir a flujos de agua en el curso alto, todavía permanece helado el tramo inferior, lo que es causa de grandes inundaciones. 
En el Pacífico desemboca el Amur (en el golfo de Ojotsk), procedentes de los Kuen-lun, vierten sus aguas en el golfo de Pechili y en el mar de la China Oriental, respectivamente; el Sikiang y el Song-ka, que desaguan por Cantón y Hanói. De la vertiente meridional del Himalaya descienden hasta el golfo de Bengala y el mar Arábigo, dependencias del océano Índico, el Ganges y el Indo: ambos de una longitud aproximada de unos 3000 km que construyen amplios deltas. 
En Asia occidental, los ríos más notables son el Éufrates (2700 km) y el Tigris (2000 km) que tienen su arranque en la meseta de Armenia, y fundidos en un solo río al final de su curso, desaguan en el golfo Pérsico, al que poco a poco van colmando con sus aluviones. En las estepas centrales son numerosas las cuencas interiores, cerradas, que desembocan en lagos. Así por ejemplo ocurre con los ríos Sir Daria y Amu Daria, que vierten en el mar de Aral, que, a pesar de su nombre, es un lago.

## Geografía política
Las circunstancias históricas y humanas han marcado la verdadera división entre el Asia Occidental desde la India hacia el oeste y el Asia Oriental conocida como el Lejano Oriente, desde la India hacia el este. Geográficamente, gran parte de Rusia pertenece al norte de Asia (el resto está en Europa). La mayor parte de Turquía está en Asia (el resto en Europa). Una pequeña parte de Egipto, la península del Sinaí, pertenece a Asia Occidental (la mayor parte está en África).

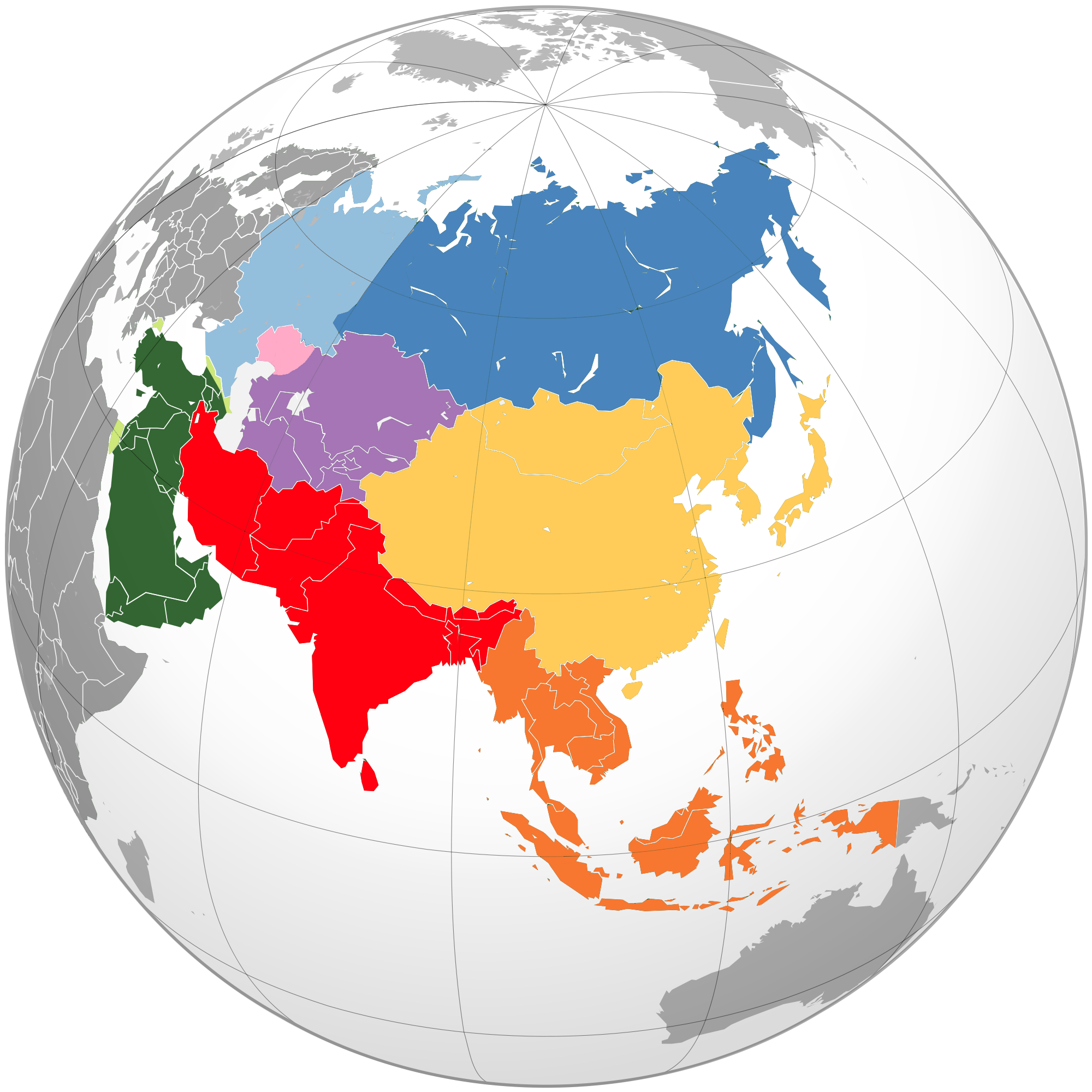
Subregiones geográficas de Asia:
Norte de Asia
Asia Central
Asia Occidental
Sur de Asia
Asia Oriental
Sureste Asiático

| Región, según la ONU | Población (2020) | Superficie (km²) | Dens.Pob. (hab./km²) | Número de países |
| -------------------- | ---------------- | ---------------- | -------------------- | ---------------- |
| Asia del Norte       | 38 000 000       | 13 138 242       | 2,9                  | 1                |
| Asia del Sur         | 1 931 046 000    | 6 748 000        | 271,3                | 8                |
| Asia del Este        | 1 620 807 000    | 12 000 000       | 135,1                | 6                |
| Asia Central         | 64 370 000       | 4 003 451        | 16,1                 | 5                |
| Sudeste asiático     | 668 793 000      | 4 500 000        | 137,5                | 11               |
| Asia Occidental      | 313 707 000      | 4 607 160        | 35,5                 | 19               |
| Total:               | 4 686 723 000    | 44 996 853       | 96,4                 | 49               |

### Organizaciones internacionales y regionales
El continente asiático está plenamente integrado en las organizaciones internacionales. Todos los países asiáticos, salvo los estados con reconocimiento limitado (Abjasia, Chipre del Norte, Osetia del Sur, Palestina y Taiwán), pertenecen a la ONU, contando entre sus fundadores con la República de China (sustituida por la RP China en 1971) o Arabia Saudí. Recientemente, la Organización de las Naciones Unidas aceptó al Estado de Palestina como Estado observador (2012). Previamente, en 1974, le había otorgado la condición de observadora a la Organización para la Liberación de Palestina como representante del pueblo palestino.
A nivel económico los estados asiáticos forman parte del Fondo Monetario Internacional (salvo Corea del Norte), aunque algunos no cumplen con el artículo VIII como son Siria, Irak, Turkmenistán, Afganistán, Bután, Birmania y Laos. En el caso de la Organización Mundial del Comercio se integran todos salvo Turkmenistán y Corea del Norte, además de países como Irán, Uzbekistán, Iraq, Siria, Bután o Timor Oriental que tienen el estatus de observadores. Dentro del continente tiene un papel destacado la OPEP, pues de los trece países miembros seis son asiáticos, concretamente del Golfo Pérsico, como Arabia Saudí, Kuwait, Iraq, Irán, Emiratos Árabes Unidos y Catar.
En materia de justicia y seguridad todos los países asiáticos están integrados en la INTERPOL, salvo Corea del Norte. Por otro lado en el caso de la Corte Penal Internacional veintiún países no han firmado ni ratificado el Estatuto de Roma. Mientras que son diez los firmantes que aún no lo han ratificado. En el resto de países se acepta la jurisdicción del Corte Penal Internacional para juzgar casos de crímenes contra la humanidad.
En caso del Movimiento de Países No Alineados (1961) son 38 naciones asiáticas las que forman parte de esta organización en favor de la neutralidad.
Existen otras organizaciones de tipo transcontinental como la OCDE en 1961 (países americanos, europeos y asiáticos) a la que se adhirieron países como Japón (1964), Corea del Sur (1996) o Israel (2010) o el Foro de Cooperación Económica Asia-Pacífico (1989) que aglutina a 12 países asiáticos (incluidas las dos Chinas) más Rusia, Estados Unidos, Canadá, México, Perú y Chile por América; y Nueva Zelanda, Australia y Papúa Nueva Guinea por Oceanía. Así mismo, en este ámbito transcontinental destaca el Plan Colombo (1950) para fomentar el desarrollo económico y social de 27 países (22 asiáticos). Finalmente la Asociación ribereña del Océano Índico para la cooperación regional (1997) que engloba países asiáticos, africanos más Australia.
A nivel regional no existen ninguna organización al mismo nivel que la Unión Europea, pero si muchos bloques regionales que buscan favorecer la integración de sus miembros sobre todo a nivel económico. En el año 2002 se fundó Diálogo para la Cooperación Asiática (ACD) con el objetivo de coordinar a nivel continental las distintas organizaciones políticas y económicas de Asia.
Desde 2005 se vienen realizando cumbres de jefes de Estado dentro de la Cumbre de Asia Oriental (más Estados Unidos y Rusia) con el objetivo de fomentar las relaciones de paz y la estabilidad de las regiones asiáticas. Existen otras dos organizaciones que buscan la cooperación pacífica, una entre continentes, como Cumbre Asia-Europa (ASEM) y otra a nivel regional como Secretaría para la Cooperación Trilateral (2011) entre Japón, la República Popular de China y Corea del Sur.
Destacan dos instituciones financieras internacionales que compiten entre sí. Por un lado el Banco Asiático de Desarrollo (1966), con 48 países regionales y 19 no regionales, donde Estados Unidos y Japón son los máximos accionistas y otro el Banco Asiático de Inversión en Infraestructura, a iniciativa de la República Popular de China en 2014, que engloba a 31 estados asiáticos y algunos europeos como España, Alemania o Francia.
La organización regional más importante y más antigua es la Asociación de Naciones del Sudeste Asiático (1967) que tiene como objetivos acelerar el crecimiento económico, fomentar la paz y la estabilidad regional. También destaca la Asociación Sudasiática para la Cooperación Regional (1985) entre cuyos miembros destacan India o Pakistán. Además de esta dos organizaciones, dentro de la ACD está también el Consejo de Cooperación para los Estados Árabes del Golfo (1981) y la Unión Económica Euroasiática (2015) entre Rusia y algunas de las repúblicas exsoviéticas de Asia Central.
Existen otras organismos de tipo regional como la Organización de Cooperación de Shanghái (1996) de tipo militar y que incluye a potencias nucleares como la República Popular de China y Rusia, y en 2017 se unieron India y Pakistán. La Organización de Cooperación Económica (1985) de países de Asia Central o Consejo de Cooperación de los Estados de Habla Túrquica (2009).
Rusia tienen una fuerte influencia en países asiáticos de la antigua órbita soviética, de ello se desprende la creación de la Comunidad de Estados Independientes (1992) o la alianza de tipo militar de la Organización del Tratado de la Seguridad Colectiva (1994).
En la región también destaca la Bay of Bengal Initiative for Multi-Sectoral Technical and Economic Cooperation (BIMSTEC) que engloba países del Golfo de Bengala, la Comisión del Río Mekong en la península de Indochina o la Cooperación Mekong-Ganges.

### División política

#### Estados soberanos miembros de Naciones Unidas
| Nombre                 | Establecido | Superficie (km²) | Población     | Habitantes por km² | Capital             | Idioma(s) oficial(es) | Moneda               |
| ---------------------- | ----------- | ---------------- | ------------- | ------------------ | ------------------- | --------------------- | -------------------- |
| Afganistán             | 2021        | 652 230          | 33 332 025    | 51,1               | Kabul               | ps/b                  | Afgani               |
| Arabia Saudita         | 1927        | 2 149 690        | 28 160 273    | 13,0               | Riad                | ar                    | Riyal saudí          |
| Armenia                | 1991        | 29 749           | 3 229 900     | 108,5              | Ereván              | hy                    | Dram armenio         |
| Azerbaiyán             | 1991        | 86 600           | 9 872 765     | 114                | Bakú                | az                    | Manat azerbaiyano    |
| Bangladés              | 1971        | 148 460          | 156 186 882   | 1052,0             | Daca                | bn                    | Taka bangladesí      |
| Baréin                 | 1971        | 760              | 1 378 904     | 1814,3             | Manama              | ar                    | Dinar bareiní        |
| Birmania               | 1948        | 676 578          | 56 890 418    | 84,0               | Naipyidó            | my                    | Kyat birmano         |
| Brunéi                 | 1984        | 5765             | 436 620       | 75,7               | Bandar Seri Begawan | ms                    | Dólar de Brunéi      |
| Bután                  | 1885        | 38 394           | 750 125       | 19,5               | Timbu               | dz                    | Ngultrum butanés     |
| Camboya                | 1953        | 181 035          | 15 957 223    | 88,1               | Nom Pen             | km                    | Riel camboyano       |
| China                  | 1949        | 9 596 960        | 1 373 541 278 | 143,1              | Pekín               | zh                    | Yuan chino           |
| Chipre                 | 1960        | 9251             | 1 205 575     | 130,3              | Nicosia             | el/tk                 | Euro                 |
| Corea del Norte        | 1948        | 120 538          | 25 115 311    | 208,3              | Pionyang            | ko                    | Won norcoreano       |
| Corea del Sur          | 1948        | 99 720           | 50 924 172    | 510,6              | Seúl                | ko                    | Won surcoreano       |
| Emiratos Árabes Unidos | 1971        | 83 600           | 5 927 482     | 70,9               | Abu Dabi            | ar/en                 | Dírham               |
| Filipinas              | 1946        | 300 000          | 102 624 209   | 342                | Manila              | tl/en                 | Peso filipino        |
| Georgia                | 1991        | 69 700           | 4 928 052     | 70,7               | Tiflis              | ka                    | Lari georgiano       |
| India                  | 1947        | 3 287 263        | 1 266 883 598 | 385,3              | Nueva Delhi         | hi/en                 | Rupia india          |
| Indonesia              | 1949        | 1 904 569        | 258 316 051   | 135,6              | Yakarta             | id                    | Rupia indonesia      |
| Irak                   | 1932        | 438 317          | 38 146 025    | 87,0               | Bagdad              | ar                    | Dinar iraquí         |
| Irán                   | 1501        | 1 648 195        | 82 801 633    | 50,2               | Teherán             | fa                    | Rial iraní           |
| Israel                 | 1948        | 20 770           | 8 174 527     | 393,5              | Jerusalén           | he/ar                 | Nuevo séquel         |
| Japón                  | 660 a. C.   | 377 915          | 126 702 133   | 335,2              | Tokio               | ja (de facto)         | Yen japonés          |
| Jordania               | 1946        | 89 342           | 8 185 384     | 91,6               | Amán                | ar                    | Dinar jordano        |
| Kazajistán             | 1991        | 2 724 900        | 18 360 353    | 6,7                | Astaná              | kk/ru                 | Tenge kazajo         |
| Kirguistán             | 1991        | 199 951          | 5 727 553     | 28,6               | Biskek              | ky/ru                 | Som kirguís          |
| Kuwait                 | 1961        | 17 818           | 2 832 776     | 158,9              | Ciudad de Kuwait    | ar                    | Dinar kuwaití        |
| Laos                   | 1953        | 236 800          | 7 019 073     | 29,6               | Vientián            | lo                    | Kip laosiano         |
| Líbano                 | 1943        | 14 400           | 6 237 738     | 433,1              | Beirut              | ar                    | Libra libanesa       |
| Malasia                | 1957        | 329 847          | 30 949 962    | 93,8               | Kuala Lumpur        | ms                    | Ringgit              |
| Maldivas               | 1965        | 298              | 317 960       | 1066,9             | Malé                | dv                    | Rupia de Maldivas    |
| Mongolia               | 1911        | 1 564 116        | 3 031 330     | 1,9                | Ulán Bator          | mn                    | Tugrik mongol        |
| Nepal                  | 1768        | 147 181          | 29 033 914    | 197,2              | Katmandú            | ne                    | Rupia nepalí         |
| Omán                   | 1650        | 309 500          | 3 355 262     | 10,8               | Mascate             | ar                    | Rial omaní           |
| Pakistán               | 1947        | 796 095          | 201 995 540   | 253,7              | Islamabad           | ur/en                 | Rupia pakistaní      |
| Catar                  | 1971        | 11 586           | 2 258 283     | 194,9              | Doha                | ar                    | Riyal qatarí         |
| Rusia                  | 1991        | 17 098 242       | 142 355 415   | 8,3                | Moscú               | ru                    | Rublo ruso           |
| Singapur               | 1965        | 697              | 5 781 728     | 8295,1             | Ciudad de Singapur  | en/ms/zh/ta           | Dólar de Singapur    |
| Siria                  | 1946        | 185 180          | 17 185 170    | 92,8               | Damasco             | ar                    | Libra siria          |
| Sri Lanka              | 1961        | 65 610           | 22 235 000    | 338,8              | Kotte               | si/ta                 | Rupia de Sri Lanka   |
| Tailandia              | 1767        | 513 120          | 68 200 884    | 132,9              | Bangkok             | th                    | Baht tailandés       |
| Tayikistán             | 1991        | 144 100          | 8 330 946     | 57,8               | Dusambé             | tg                    | Somoni tayiko        |
| Timor Oriental         | 2002        | 14 874           | 1 261 072     | 84,7               | Dili                | pt/tet                | Dólar estadounidense |
| Turkmenistán           | 1991        | 488 100          | 5 291 317     | 10,8               | Asjabad             | tk                    | Manat turcomano      |
| Turquía                | 1923        | 783 562          | 80 274 604    | 102,4              | Ankara              | tk                    | Lira turca           |
| Uzbekistán             | 1991        | 447 400          | 29 473 614    | 65,8               | Taskent             | uz                    | Som uzbeko           |
| Vietnam                | 1945        | 331 210          | 95 261 021    | 287,6              | Hanói               | vi                    | Đồng vietnamita      |
| Yemen                  | 1990        | 527 968          | 27 392 779    | 51,8               | Saná                | ar                    | Rial yemení          |
|                        | Total       | 44.945.165       | 4 467 639 762 | 91,2               |                     |                       |                      |

Datos de superficie y población consultados en The World factbook (enlace roto disponible en Internet Archive; véase el historial, la primera versión y la última). actualizados 1 junio de 2016.

#### Estados con reconocimiento limitado
Recoge los estados europeos con una independencia de facto como naciones con un limitado reconocimiento (o irreconocimiento) internacional, y ninguno es miembro de la Organización de las Naciones Unidas. El contencioso entre RP China y la República de China se remonta al final de la guerra civil china en 1949, los aliados occidentales se negaron a reconocer al gobierno comunista hasta 1971 cuando la República Popular de China ocupó su asiento en la ONU. La República de China esta reconocida por 21 estados.
Así mismo, el conflicto árabe-israelí, iniciado en 1948, dio como resultado un conflicto por la región de Palestina entre Israel y la Autoridad palestina. Palestina esta reconocida por 136 países y es miembro observador de la ONU.
| Bandera                          | Nombre/Nombre Oficial                                | Declaración | Superficie (km²) | Población  | Densidad de población (por km²) | Capital   | Idioma(s) oficial(es) |
| -------------------------------- | ---------------------------------------------------- | ----------- | ---------------- | ---------- | ------------------------------- | --------- | --------------------- |
| Bandera de Abjasia               | Abjasia República de Abjasia                         | 1992        | 8661             | 245 246    | 28,3                            | Sujumi    | ab/ru                 |
| Bandera de Osetia del Sur        | Osetia del Sur República de Osetia del Sur           | 1991        | 3885             | 56 520     | 14,5                            | Tsjinvali | os/ru                 |
| Bandera de Palestina             | Palestina Estado de Palestina                        | 1988        | 6220             | 4 451 014  | 715,5                           | Ramala    | ar                    |
|                                  | Chipre del Norte República Turca del Norte de Chipre | 1983        | 3355             | 265 100    | 86                              | Nicosia   | tk                    |
| Bandera de la República de China | Taiwán República de China                            | 1949        | 35 980           | 23 464 787 | 652,1                           | Taipéi    | zh                    |
|                                  |                                                      | Total       | 58 101           | 28 482 667 | 490,2                           |           |                       |

Datos de superficie y población consultados en The World factbook (enlace roto disponible en Internet Archive; véase el historial, la primera versión y la última). actualizados 1 junio de 2016.

#### Dependencias
| Bandera                                           | Nombre/Tipo de dependencia                                    | Estatus | Estado      | Superficie (km²) | Población | Habitantes por km² | Capital          | Idioma(s) oficial(es) |
| ------------------------------------------------- | ------------------------------------------------------------- | ------- | ----------- | ---------------- | --------- | ------------------ | ---------------- | --------------------- |
| Bandera del Reino Unido                           | Acrotiri y Dhekelia Territorio de Ultramar                    | 1960    | Reino Unido | 254              | 19 000    | 74,8               | Episkopi         | en                    |
| Bandera de Isla de Navidad                        | Isla de Navidad Territorio externo                            | 1958    | Australia   | 135              | 2205      | 163                | Flying Fish Cove | en                    |
| Bandera del Territorio de las Islas Cocos         | Islas Cocos Territorio externo                                | 2002    | Australia   | 14               | 596       | 42,6               | West Island      | en                    |
| Bandera de Territorio Británico del Océano Índico | Territorio Británico del Océano Índico Territorio de ultramar | 2002    | Reino Unido | 60               | 3000      | 50                 | -                | en                    |
|                                                   |                                                               |         | Total       | 463              | 24 801    | 53,6               |                  |                       |

Datos de superficie y población consultados en The World factbook (enlace roto disponible en Internet Archive; véase el historial, la primera versión y la última). actualizados 1 junio de 2016.

#### Regiones administrativas especiales
| Bandera              | Nombre/Tipo de dependencia               | Estatus | Superficie (km²) | Población | Densidad de población (por km²) | Capital         | Idioma(s) oficial(es) |
| China                | China                                    | China   | China            | China     | China                           | China           | China                 |
| -------------------- | ---------------------------------------- | ------- | ---------------- | --------- | ------------------------------- | --------------- | --------------------- |
| Bandera de Hong Kong | Hong Kong Región administrativa especial | 1997    | 1108             | 7 167 403 | 6468,8                          | Hong Kong       | zh/en                 |
| Bandera de Macao     | Macao Región administrativa especial     | 1999    | 28,2             | 597 425   | 21 185,3                        | Ciudad de Macao | zh/pt                 |
|                      |                                          | Total   | 1136,2           | 7 764 828 | 6834                            |                 |                       |

Datos de superficie y población consultados en The World factbook (enlace roto disponible en Internet Archive; véase el historial, la primera versión y la última). actualizados 1 junio de 2016.

## Historia
La historia de Asia comprende la historia colectiva de varias regiones de la periferia costera, de Asia Oriental, del Sur de Asia y del Oriente Medio, vinculadas por la masa interior de la estepa.
Si bien África se considera el lugar de nacimiento de la humanidad, se cree que Asia fue la cuna de la civilización, aunque esta en realidad no fue única y uniforme: la gran extensión del continente hizo casi inevitable que surgieran varias culturas de manera independiente: las primeras civilizaciones conocidas surgieron en la periferia costera, aunque también en otras regiones se desarrollaron alguna de las primeras comunidades alrededor de los fértiles valles de los ríos. Las civilizaciones mesopotámica, la índica y la china compartieron bastantes similitudes y, probablemente, intercambiaron tecnologías e ideas como las matemáticas y la rueda. Otras ideas como las de la escritura posiblemente se desarrollaron de manera individual en cada área. Las ciudades, estados y luego imperios se desarrollaron en estas tierras bajas.
La región de la estepa había estado habitada durante mucho tiempo por nómadas montados y desde las estepas centrales podían alcanzar todas las áreas del continente asiático. La más antigua de estas expansiones centrales conocida que salió de las estepas fue la expansión indoeuropea, que propagó sus lenguas y cultura a Oriente Medio ocupada por los iranios, India ocupada por los arios y el centro de Asia hasta las fronteras con la China antigua, donde se establecieron los tocarios. La zona septentrional del continente, que comprende gran parte de Siberia, era inaccesible a los nómadas esteparios debido a los densos bosques y la tundra  y por ello estaba escasamente poblada.
El centro y la periferia se mantuvieron separadas por montañas y desiertos. Las montañas del Cáucaso, los Himalayas, el desierto de Karakum y el desierto de Gobi formaban barreras que las hordas montadas de las estepas sólo podían cruzar con dificultad. Aunque tecnológica y culturalmente los habitantes de las ciudades estaban más avanzados, poco podían hacer militarmente para defenderse contra ellas. Sin embargo, las tierras bajas no tenían suficientes praderas abiertas para soportar una gran fuerza de caballería, y por eso los nómadas que conquistaron estados en China, India y Oriente Medio pronto se vieron obligados a adaptarse a las sociedades locales.
Los principales reinos antiguos en la interacción cultural como el gran emperador de Ciro II el Grande, que unificó a los pueblos de origen iraní en el reino de Persia. Después la creación del Imperio aqueménida (550 a. C.-330 a. C. aproximadamente), que extendió la cultura persa desde el mar Mediterráneo hasta el río Indo. La expansión india, la difusión de la civilización china, el dominio musulmán (conocido como el auge y expansión del islam) y mongol, la influencia china y mongola. Además los primeros inicios del dominio colonial de las grandes potencias europeas, como la exploración y colonización realizadas primeramente por España y Portugal, como la llegada de Fernando de Magallanes en 1521 quien descubrió la parte oriental del continente asiático seguido después por Juan Sebastián Elcano, y más tarde colonizadas por Francia, Gran Bretaña, Países Bajos y Rusia.
En la Edad Moderna, Asia constituyó el continente económicamente más productivo. Hacia 1500, Oriente Medio, India y China concentraban cerca del 60 % de la producción mundial, y poco antes de 1800 el 80 % de la misma. Durante el siglo XVIII, los textiles de India se exportaban extensivamente a Francia e Inglaterra. Y gran cantidad de productos industriales chinos estaban presentes tanto en la América colonial desde el siglo XVII como en Europa. Se estima que un 75 % de la plata extraída por los españoles en América acabó en China a cambio de la compra de productos manufacturados en China. La Revolución Industrial europea alteró este equilibrio, y mediante conquista militar gran parte de Asia pasó a estar controlada por potencias europeas.

### Colonización de Asia porHomo sapiens
Un modelo común para la colonización de Asia, asume que esta se dio a través de varios eventos migratorios desde África y Oriente Medio. Una primera migración temprana a través de la costa sur del continente dio origen a ciertas poblaciones actuales de Oceanía como los onge de las islas Andamán, mientras que una migración posterior hacia el Norte dio origen a europeos orientales y asiáticos.
El hallazgo del Hombre de Ust’-Ishim en Siberia y el estudio de su genoma han permitido conocer nuevos datos sobre los procesos migratorios que se produjeron hacia este continente. El hecho de que el individuo de Ust'-Ishim no esté más estrechamente relacionado con los onge de las islas Andamán (descendientes de la primera migración costera) que con los actuales asiáticos orientales o nativos americanos (descendientes de la migración hacia el Norte), muestra que al menos otro grupo, al cual pertenecieron los ancestros del individuo de Ust’-Ishim, colonizaron Asia antes de 45 000 BP.
Además, el individuo probablemente vivió durante un periodo cálido (Interestadio de Groenlandia 12), que ha sido propuesto como tiempo de expansión por Eurasia.
Este individuo podría entonces representar una radiación humana temprana hacia Europa y Asia Central que pudo haber fracasado en cuanto a la presencia de descendientes en las poblaciones actuales.

## Demografía

### Características de la población

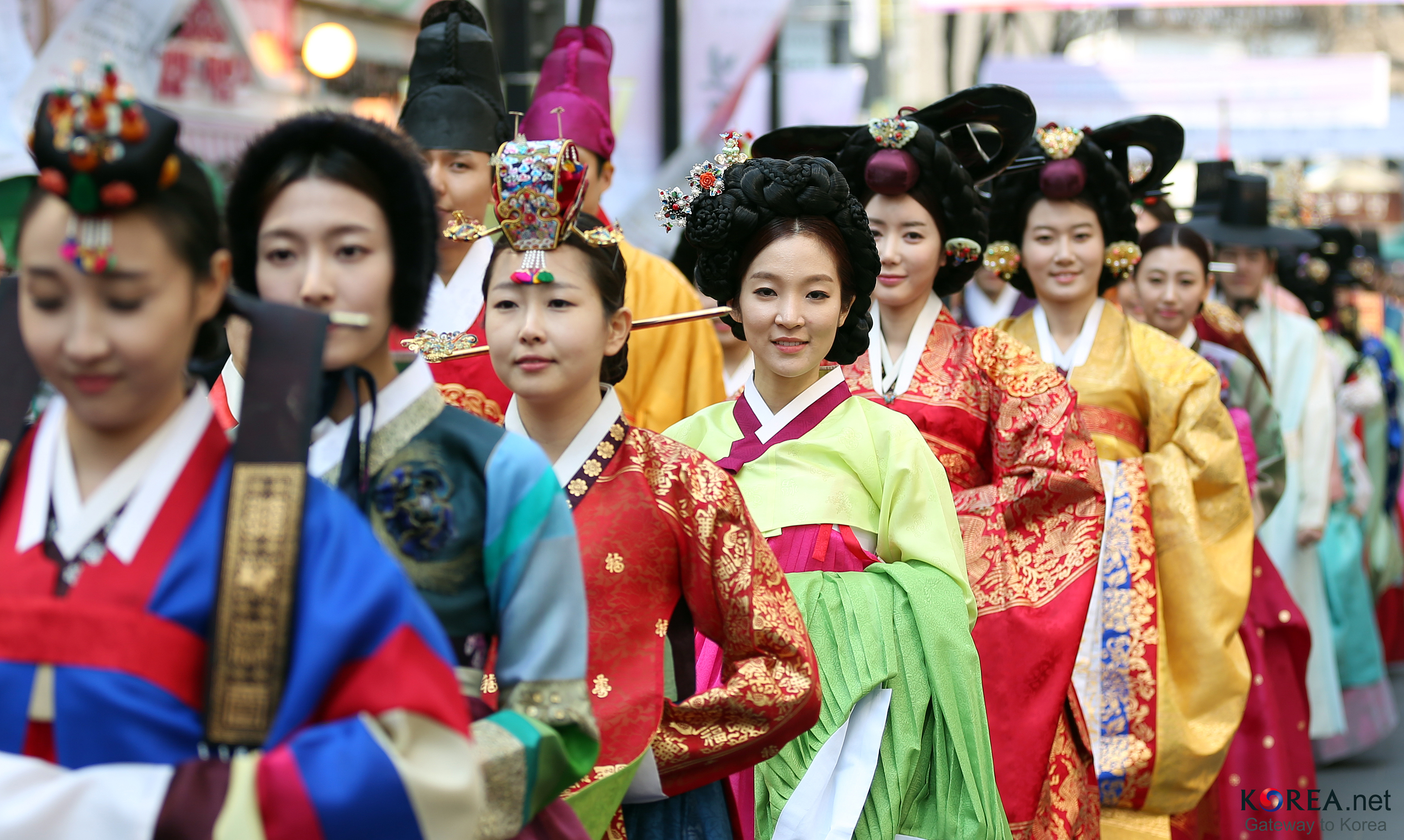
Corea del Sur.

La población del continente asiático se estima en más de 4,463 millones de habitantes, concentrándose en la costa del mar de la China y en la península indostánica, en regiones que llegan a alcanzar densidades de mil habitantes por kilómetro cuadrado. Aunque en los últimos lustros su crecimiento ha disminuido, todavía en países del Medio Oriente se mantienen importantes tasas de crecimiento demográfico; en general cerca del 70% de los nacimientos en el mundo se producen en Asia de manera que el envejecimiento no es tan progresivo. Además, cuenta con una alta proporción poblacional cuya edad es inferior a los 30 años y en la que los ancianos son un porcentaje relativamente minoritario.
La población asiática presenta diferentes características, no es homogénea entre sí; algunos rasgos comunes en ciertas zonas de Asia son los ojos rasgados (en el Lejano Oriente desde Siberia, China, Vietnam, la península de Corea, las islas de Taiwán, Japón, el archipiélago malayo y filipino). Dentro de ese grupo étnico se destacan los nativos malayos, de piel morena u oscura que se dividen en diferentes ramas, ya que de ellos descienden los tagalos, visayos, iloacanes, polinesios, melanesios, micronesios, etc. Las etnias de fenotipo caucásico comprenden el Medio y Próximo Oriente. Entre ellas se destacan los árabes, armenios, judíos, persas, asirios, turcos, rusos, etc. Existen también algunas etnias no originarias de Asia, provenientes de Europa y África, producto de la migración.

### Población por sexo
En la mayor parte de los países del continente asiático tanto del Lejano Oriente como Oriente Medio, predominan los hombres, excepto en Vietnam, Laos, Camboya, Tailandia, Birmania, Líbano, Rusia, Kazajistán, Armenia, Sri Lanka entre otros, donde predominan las mujeres. En Israel y Japón, los hombres menores de 65 años son la mayoría de la población, no así en Filipinas, donde las mujeres entre 15 y 65 años (y de ahí en adelante) son mayoría. En Rusia el alto número de mujeres que tiene se debe a las guerras que atravesó el país, lo que ha hecho que los varones hayan ido disminuyendo como en otros países de Europa Oriental, así como otros casos también en Europa y Asia.
Los más de 4200 millones de habitantes, suponen casi el 61% de la población mundial. Es, además, el continente más densamente poblado.
| Proyecciones de población | Proyecciones de población | Proyecciones de población |
| Año                       | Población Asiática        | Fuente                    |
| ------------------------- | ------------------------- | ------------------------- |
| 2030                      | 5 038 794 929             | [ 33 ]                    |
| 2040                      | 5 322 610 684             | [ 33 ]                    |
| 2050                      | 5 547 579 837             | [ 33 ]                    |
| 2060                      | 5 757 729 729             | [ 33 ]                    |
| 2070                      | 5 984 290 259             | [ 33 ]                    |
| 2080                      | 6 226 167 344             | [ 33 ]                    |
| 2090                      | 6 495 172 140             | [ 33 ]                    |
| 2100                      | 6 875 330 647             | [ 33 ]                    |

### Lenguas
En Asia se hablan numerosas lenguas. Las lenguas autóctonas del continente se clasifican en unas doce grandes familias de lenguas y un número mayor de pequeñas familias, lenguas aisladas o de difícil clasificación. Las principales familias de lenguas por número de hablantes en Asia son:
- Lenguas indoeuropeas, habladas principalmente en Rusia, Irán, Pakistán, India y Bangladés.
- Lenguas sinotibetanas, habladas especialmente en Extremo Oriente y en el Sudeste Asiático.
- Lenguas austronesias, habladas en Indonesia, el Sudeste Asiático continental y Filipinas.
- Lenguas dravídicas, habladas principalmente en el sur de la India y Sri Lanka.
- Lenguas túrquicas, habladas en Turquía, el centro de Asia y numerosos enclaves en toda Asia.
- Lenguas austroasiáticas, habladas en algunos enclaves en la India, en el Sudeste Asiático, Birmania, Laos, Camboya y Vietnam.
- Lenguas kra-dai, habladas principalmente en Tailandia, Birmania y China.

Dos lenguas usualmente consideradas lenguas aisladas, el japonés y el coreano, se acercan en número de hablantes a algunas de estas familias.

#### Lenguas autóctonas
Entre las lenguas autóctonas, la más hablada es el chino mandarín, seguido del hindi, el chino cantonés, el urdu, el árabe y el tamil. Entre otras, destacan como lenguas oficiales y nativas el japonés, indonesio, coreano, turco, hebreo, persa, birmano, tailandés, tagalo, mongol, armenio, tibetano y tetun.

#### Lenguas europeas
Debido a la colonización europea en diferentes países asiáticos, algunos idiomas europeos son también de uso habitual. Por ejemplo, el inglés es utilizado como lengua oficial y comercial en la India, Malasia, Filipinas, Singapur, Birmania, Sri Lanka, Pakistán, Líbano, Bangladés, Israel, Maldivas, Brunéi, Emiratos Árabes Unidos, la región china de Hong Kong, el Territorio Británico del Océano Índico, entre otros. El francés se utiliza en las naciones de la península de Indochina como Camboya, Laos y Vietnam, parte de la India (en el territorio de Puducherry) y en Líbano como segunda lengua oficial junto con el árabe.
La lengua española es hablada por minorías en las Filipinas, aunque del español en esta parte de la región oriental del Sudeste Asiático, ha derivado una lengua criolla como el chabacano. También es hablado en determinados sectores de las Filipinas, así como al norte del estado de Sabah en Malasia. Además, es hablado en la ciudad de Ternate en Indonesia. También el español es hablado por las comunidades sefardíes en Israel, Turquía, Palestina y Líbano. Además, del español ha derivado, también, un dialecto hablado por los sefarditas como el judeoespañol o ladino y que está presente también en Oriente Próximo.
El griego es hablado en la isla de Chipre junto con el turco. 
El portugués es lengua oficial junto con el tetun en Timor Oriental y se habla también en algunos sectores de la India como Goa, Dadra y Nagar Haveli y Damán y Diu, en el estado de Malaca en Malasia y en la región china de Macao.
El neerlandés es hablado por una minoría de la población de Indonesia, principalmente entre los sectores de mayor edad, aunque se está produciendo un repunte en su uso gracias al interés en aprenderlo entre las generaciones más jóvenes.[cita requerida]

### Religión

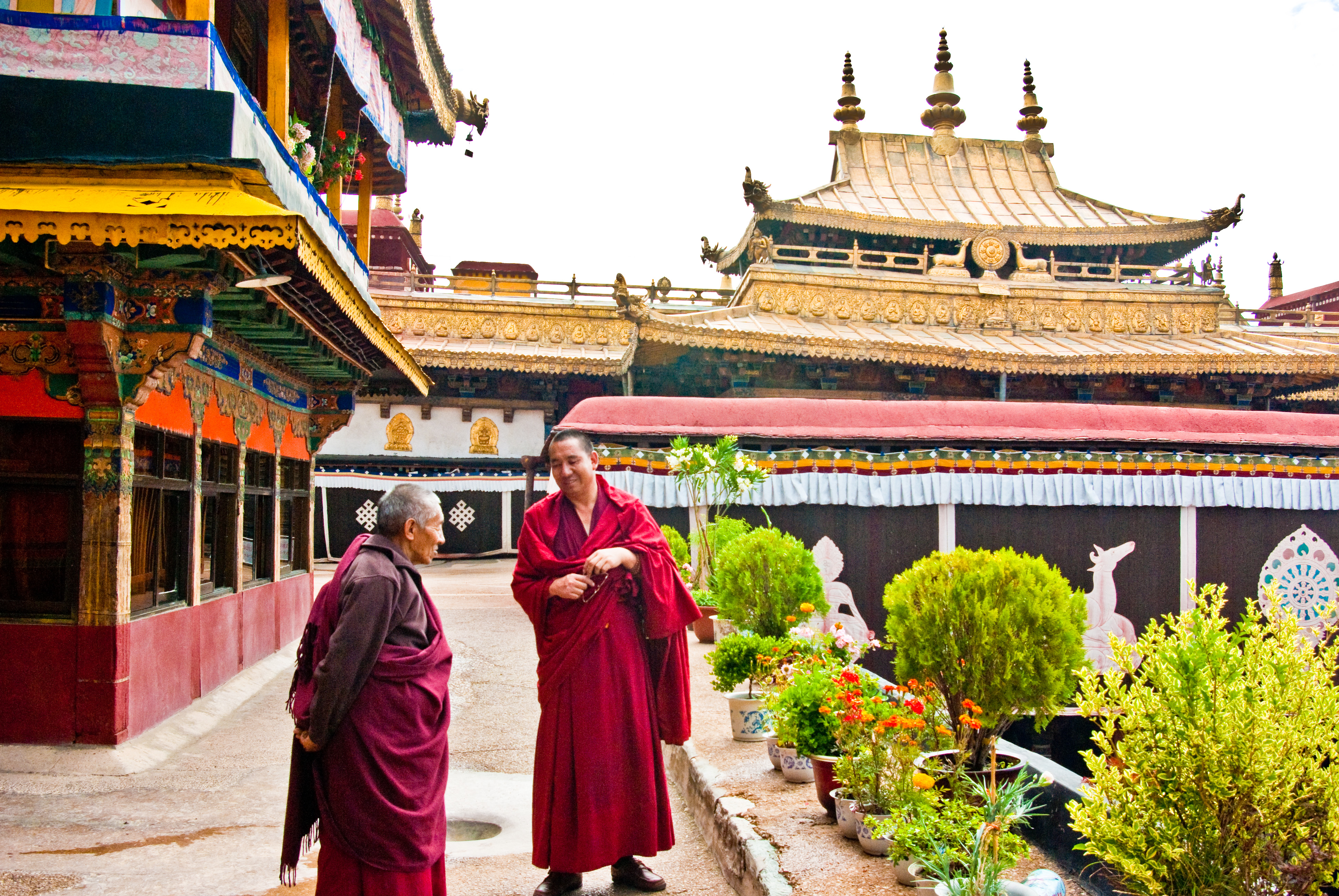
Budismo tibetano.

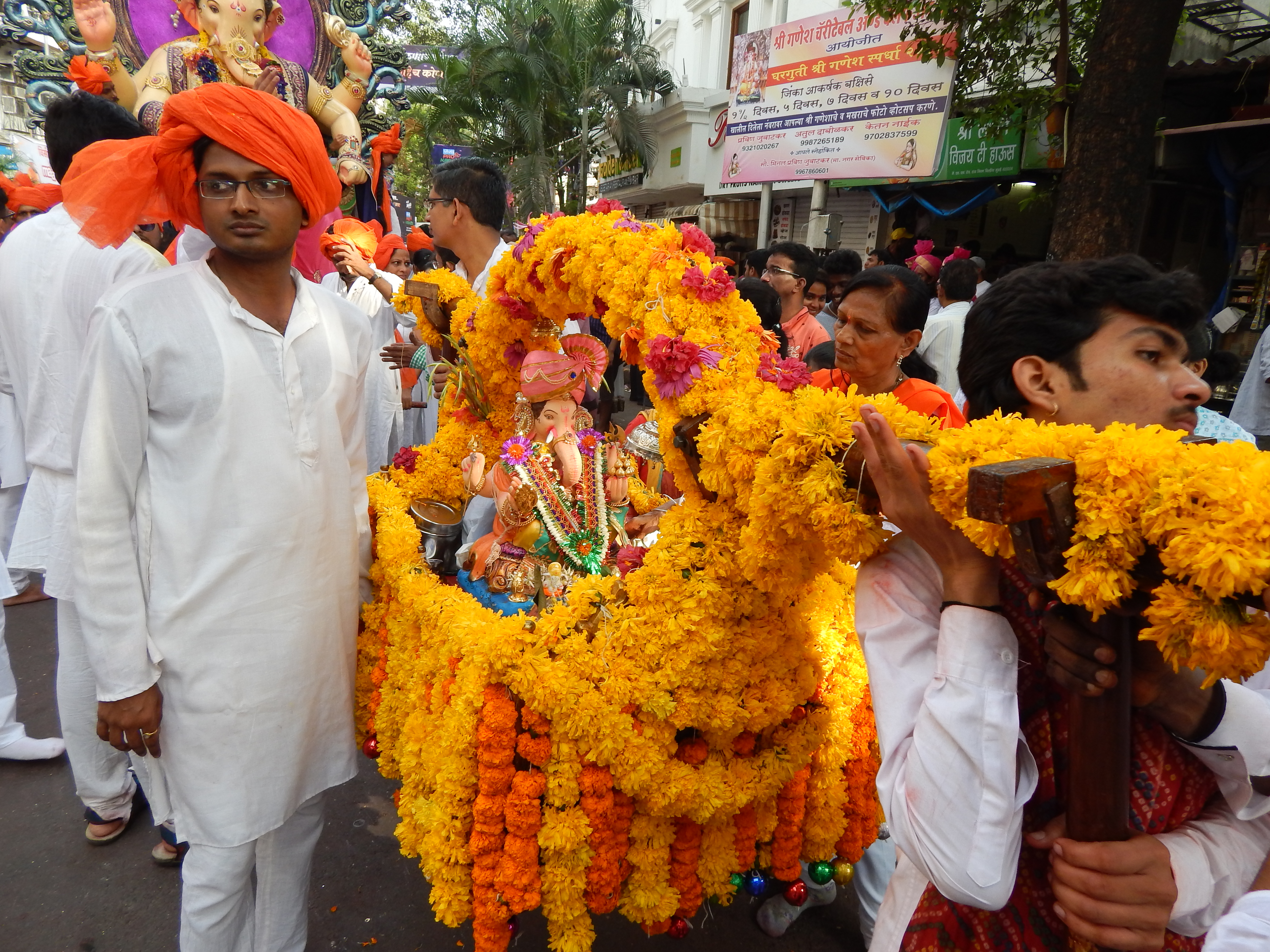
Hinduismo.

Asia es un continente de gran riqueza espiritual y de diametral importancia religiosa ya que las religiones más practicadas del mundo surgieron en Asia, siendo cuna de las cinco grandes religiones mundiales – el judaísmo, el cristianismo, el islam, el budismo y el hinduismo. Debido a ello, países y Estados asiáticos como Israel y Palestina (lugares sagrados para judíos, cristianos y musulmanes), Arabia Saudita (donde se encuentran las dos ciudades más sagradas para los musulmanes) e India (donde se encuentran los lugares santos de hindúes y budistas), reciben millones de peregrinos de todo el mundo.
Otras importantes religiones surgidas en Asia son el bahaísmo (Irán), el confucianismo (China), el jainismo (India), el sijismo (India), el taoísmo (China), el zoroastrismo (Irán) y el sintoísmo (Japón).
Entre diferentes pueblos asiáticos también se practica el animismo y el chamanismo, desde los seguidores del culto Bön en Tíbet, y la religión tradicional china, hasta las creencias animistas de diferentes tribus indígenas de todo el continente asiático.
La religión mayoritaria de Asia es el budismo, practicado principalmente en el Este y Sudeste Asiático, aunque en muchos países es practicado de forma sincrética al lado de otra religión nacional (por ejemplo, el taoísmo, confucianismo y la religión tradicional china en China).
De cerca le sigue el islam predominante en el Medio Oriente y el Asia Central (desde la península del Sinaí hasta Pakistán) más Malasia e Indonesia. El hinduismo es otra de las grandes religiones de Asia aunque más geográficamente concentrada en el subcontinente indio, es mayoritario solo en India y Nepal, pero con minorías en muchos países asiáticos.
El judaísmo es mayoritario en Israel (único país donde es mayoría en el mundo), y el cristianismo es mayoritario en Filipinas y Timor Oriental, y tiene un alto porcentaje en Corea del Sur y Armenia pero tiene importantes minorías en Asia, por ejemplo en Líbano, Siria, Turquía e Israel.
A diferencia de otros continentes, la religión en Asia es de gran importancia y en muchos países es vista como parte de la identidad étnica, lo que ha motivado más de un conflicto étnico, como lo son el conflicto árabe-israelí, el enfrentamiento entre hindúes y musulmanes en India, Pakistán y Bangladés, entre hindúes y budistas en Sri Lanka, entre musulmanes y budistas en Indonesia, entre musulmanes y cristianos en Líbano y entre hindúes y sikhs en India.

## Economía

### Antigüedad, Edad Media y Edad Moderna
Durante la dinastía Han la población de China era de unos 60 millones de habitantes y se extendía sobre unos 6 millones de km², mientras que el Imperio romano tenía una unos 55 millones habitantes y se extendía sobre un área de unos 4,5 millones de km². Por la misma época la India, que no era en ese entonces un Estado unificado, tendría unos 60 millones de habitantes, con una extensión inferior a los 4 millones de km². El mayor peso demográfico de Asia hizo que sólo hasta bien entrado el siglo XIX la economía europea no tuviera un peso sustancial dentro de la economía mundial, que durante milenios estuvo dominada por las poblaciones de Asia.
Así, tanto durante la Edad Media, como durante la Edad Moderna, la economía asiática fue muy superior a la del resto del mundo. Durante la Edad Moderna, Asia aún siguió siendo el continente económicamente más productivo. Hacia 1500, Oriente Medio, India y China concentraban cerca del 60 % de la producción mundial, y poco antes de 1800, el 80 %. Durante el siglo XVIII, los textiles de India se exportaban extensivamente a Francia e Inglaterra. Y gran cantidad de productos industriales chinos estaban presentes, tanto en la América colonial desde el siglo XVII, como en Europa. Se estima que un 75 % de la plata extraída por los españoles en América acabó en China a cambio de la compra de productos manufacturados en China. La revolución industrial europea alteró este equilibrio, y mediante conquista militar gran parte de Asia y África pasaron a estar controladas por potencias europeas, durante la segunda y tercera oleadas de la Expansión europea.

### Edad Contemporánea

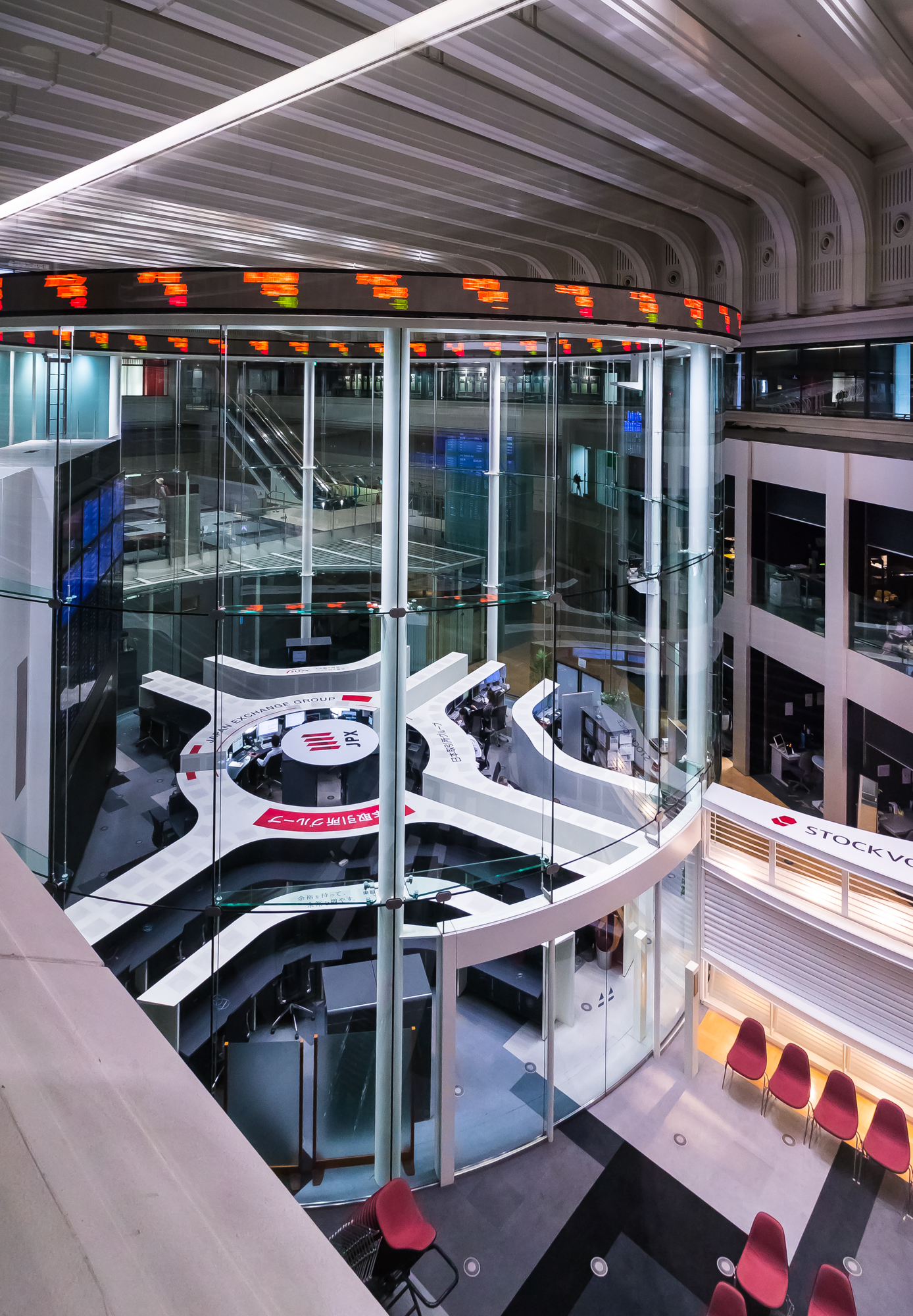
La Bolsa de Tokio es la segunda más grande del mundo.

Asia es el mayor productor global de alimentos, pero también el mayor consumidor y tiene las mayores reservas de la mayoría de los minerales. Asia es el continente que concentra el mayor crecimiento económico, consume la mayoría del crédito global, tiene un 80 % del crecimiento económico mundial, también el mayor crecimiento de inversión en ciencia y tecnología, inversión en educación, y en el sector económico. La cooperación entre el gobierno, las industrias y el dominio de la tecnología han llevado a Asia al éxito económico. El PIB (PPA) estimado para 2022 fue de $72.7 billones de dólares, un 48,1 % del PIB (PPA) mundial. Aunque el PIB nominal es $39 billones, por lo que, para el mismo año, el PIB per cápita era $8 890.
En minería, el continente tiene una gran producción de oro (principalmente en China, Rusia, Indonesia, Kazajistán y Uzbekistán); plata (principalmente en China y Rusia); cobre (principalmente en China, Rusia y Kazajistán); platino (Rusia); mineral de hierro (China, India, Rusia, Kazajistán y Turquía); zinc (China, India, Kazajistán y Rusia); molibdeno (China, Armenia, Irán, Rusia, Mongolia y Turquía); litio (China); plomo (China, Rusia, India, Turquía, Tayikistán y Kazajistán); bauxita (China, India, Indonesia, Kazajistán, Rusia, Vietnam y Malasia); estaño (China, Indonesia, Myanmar, Vietnam, Malasia, Rusia y Laos); manganeso (China, India, Myanmar, Malasia, Vietnam, Kazajistán y Georgia);  mercurio (China, Tayikistán y Kirguistán); antimonio (China, Rusia, Tayikistán, Myanmar, Turquía, Irán, Vietnam, Kazajistán y Laos); niquel (Indonesia, Filipinas, Rusia y China); renio (Corea del Sur, China, Kazajistán, Uzbekistán y Armenia); yodo (Japón, Turkmenistán, Azerbaiyán, Indonesia y Rusia), otros.
En la producción de petróleo, el continente tenía 14 de los 30 mayores productores mundiales en 2020: Rusia (segundo), Arabia Saudita (tercero), Irak (quinto), China (sexto), Emiratos Árabes Unidos (séptimo), Irán (9.º), Kuwait (10.º), Kazajistán (12.º), Catar (15.º), Omán (18.º), Indonesia (21.º), Azerbaiyán (22.º), India (23.º) y Malasia (25.º).
En la producción de gas natural, el continente tenía 18 de los 30 mayores productores mundiales en 2015: Rusia (2.º), Irán (3.º), Catar (4.ª), China (6.º), Arabia Saudita (8.º), Indonesia (9.º), Turkmenistán (10.º), Malasia (13.º), Emiratos Árabes Unidos (14.º), Uzbekistán (15.º), Tailandia (22.º), Pakistán (23.º), Omán (24.º), Azerbaiyán (25.º), India (26.º), Bangladés (27.º), Kazajistán (28.º) y Baréin (30.º).
En la producción de carbón, el continente tenía 10 de los 30 mayores productores mundiales en 2018: China (1°), India (2°), Indonesia (5°), Rusia (6°), Kazajistán (10°), Turquía (11°), Mongolia (14°), Vietnam (18°), Tailandia (23°) y Filipinas (28°).
En la producción de  vehículos, el continente tenía 10 de los 30 mayores productores mundiales en 2020: China (1°), Japón (3°), Corea del Sur (5°), India (6°), Rusia (10°), Tailandia (11°), Turquía (14°), Irán (18°), Indonesia (20°) y Malasia (23°).
En la producción de acero, el continente tenía 12 de los 30 mayores productores mundiales en 2019: China (1°), India (2°), Japón (3°), Rusia (5°), Corea del Sur (6°), Turquía (8.º), Irán (10.º), Taiwán (12.º), Vietnam (14.º), Bangladés (20.º), Indonesia (25.º) y Arabia Saudita (29.º).
Desde 2004 la UE es el principal socio comercial de China, que a su vez es el segundo socio comercial de la organización europea.
En 2005, China se convirtió en la sexta economía mundial. Con un crecimiento oficial del 9,5 % anual, la economía china está considerada como la de mayor crecimiento del planeta, manteniendo una tasa media superior al 8% desde los años 1980.
También se destaca el Asia meridional con crecimientos anuales de 8 %.

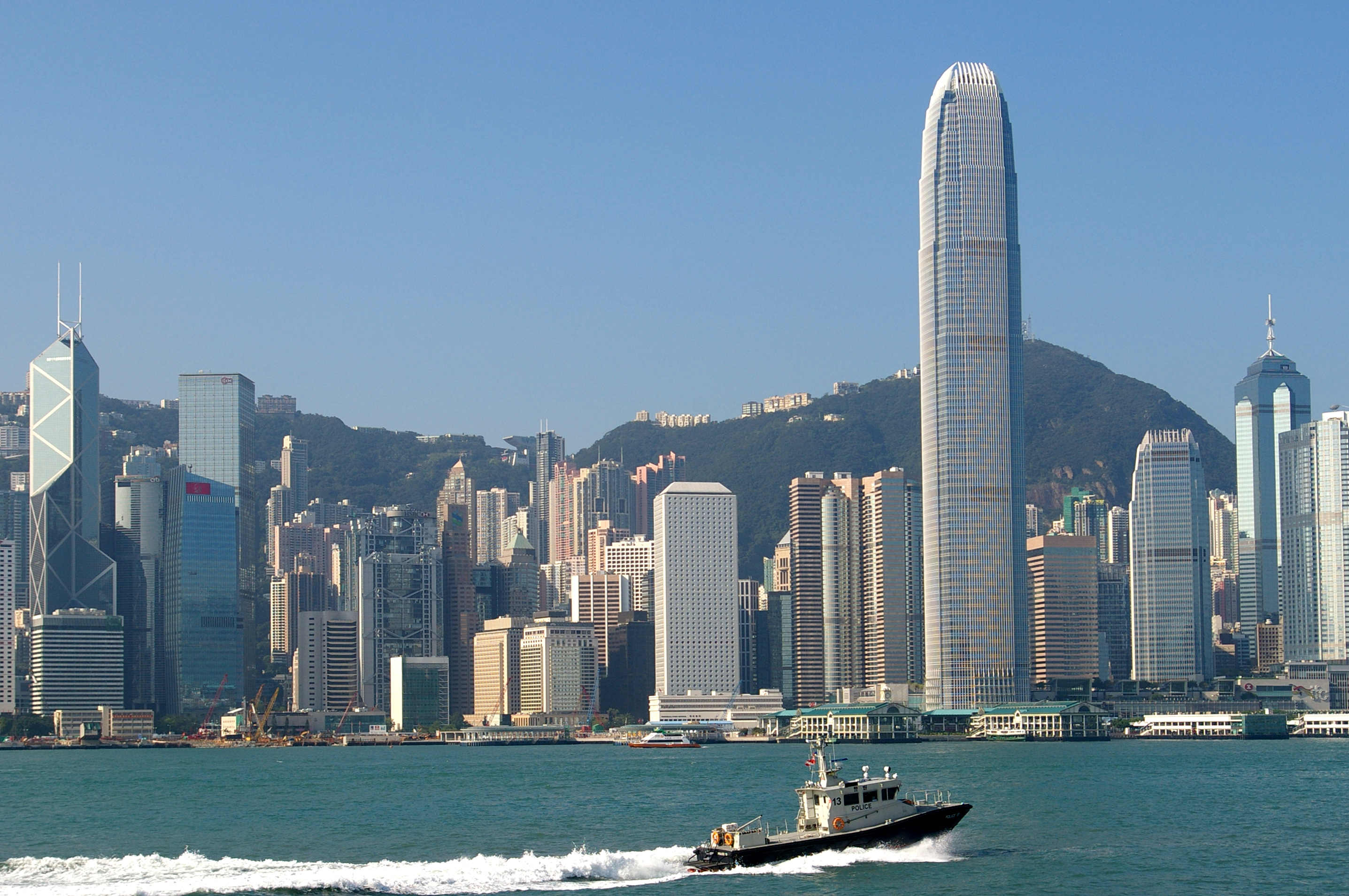
Hong Kong

Muchas zonas de Asia están económicamente subdesarrolladas. Un elevado porcentaje de la población del continente se dedica a la agricultura, pese a lo cual gran parte de la actividad agrícola se caracteriza por cosechas y productividad laboral relativamente bajas. En conjunto, una minoría de los asiáticos está empleada en actividades de manufactura; en muchas ocasiones los centros urbanos y las industrias no se han integrado adecuadamente con el sector rural. Los sistemas de transporte locales e internacionales de los países asiáticos todavía están poco desarrollados en muchas zonas, pero han mejorado notablemente en los últimos años.
Sin embargo, hay un creciente número de excepciones. Japón ha modernizado con éxito su economía, al igual que Israel, Corea del Sur, Singapur, Hong Kong y, en menor grado, Indonesia, Malasia, Tailandia, Turquía y los estados petrolíferos de la península arábiga. En general han conseguido tasas de crecimiento económico que superan el 5% anual, un porcentaje que se aleja de sus tasas de crecimiento demográfico. En cambio, aunque los países del suroeste de Asia han hecho progresos, la distribución de los ingresos ha quedado más concentrada que en otros países. Estimulada por las inversiones extranjeras a gran escala, la rápida privatización y la industrialización, la República Popular China consiguió el crecimiento más rápido de Asia a principios de la década de 1990. Se estima que la economía china creció un 12% en 1992, aunque los niveles de renta per cápita permanecieron relativamente bajos. Vietnam y Laos, dos de los países más pobres de Asia, están empezando a conseguir un significativo crecimiento económico y a captar un notable nivel de inversión extranjera.

### La crisis financiera asiática de 1997
En julio de 1997, la moneda tailandesa (el baht) se devaluó, contradiciendo las repetidas declaraciones de las autoridades gubernamentales de que eso no ocurriría. En cuestión de días, las monedas de Indonesia, Filipinas y Malasia fueron fuertemente atacadas y comenzaron a derrumbarse. Para fines de octubre, el won de Corea del Sur se colapsó y la crisis se generalizó en el continente asiático.
Puede sonar paradójico que apenas unos cuantos meses antes de las crisis estas economías eran vistas como sólidas y estables, con muy buen futuro económico. Incluso, días antes de las crisis, los analistas financieros y económicos parecían no tener la mínima noción de lo que pasaría. El hecho de que ambas economías formaran parte del grupo de las economías más vigiladas por la comunidad financiera internacional hace a estas dos características todavía más insólitas.

El hecho es que la mayoría de las economías de Asia Oriental sufrió una severa recesión en 1998; el PIB se desplomó: 14 % en Indonesia, 9 % en Tailandia, 7% en Malasia, 6 % en Corea, 5 % en Hong Kong y 3 % en Japón.Turismo

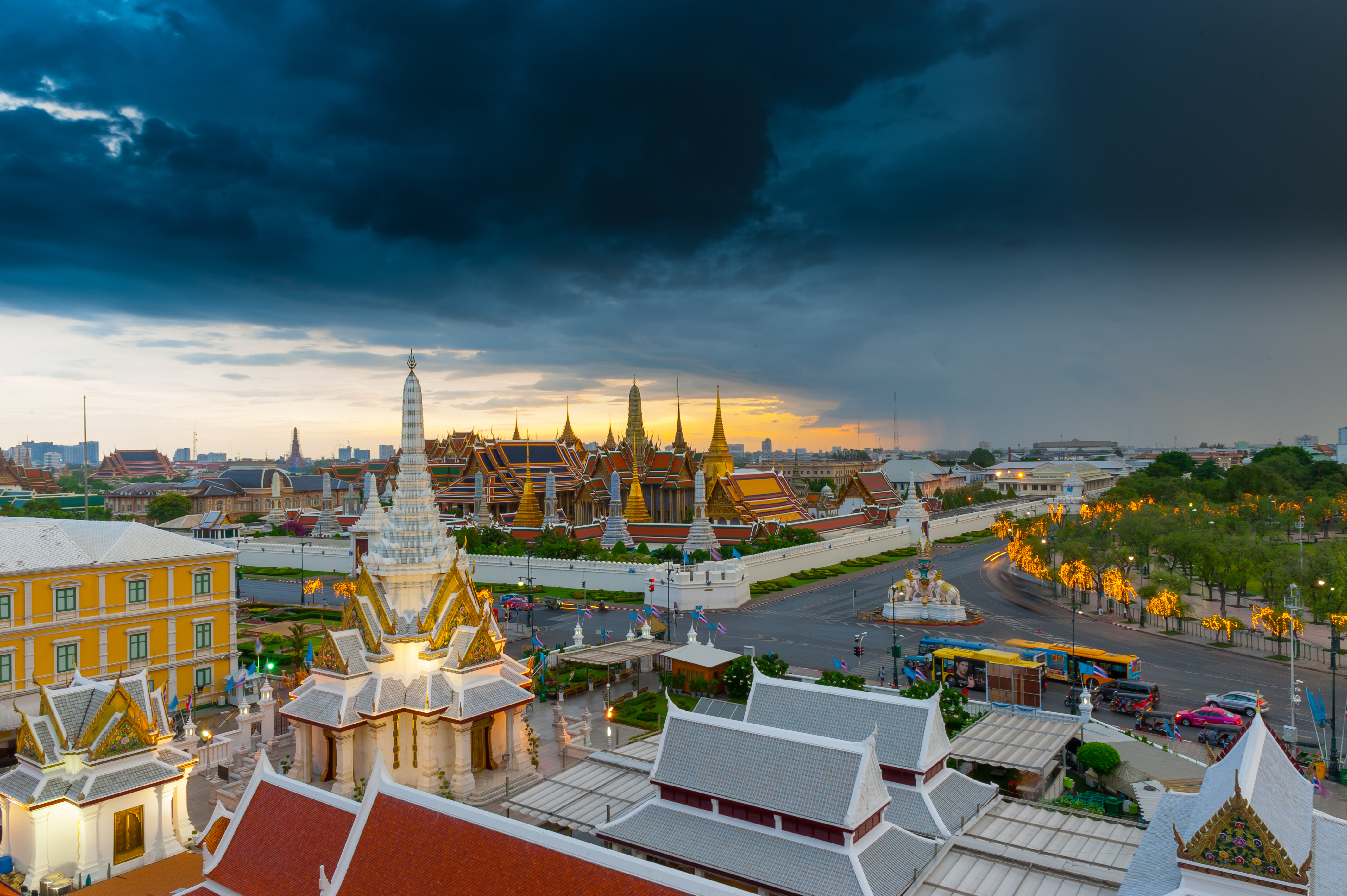
Templo del Buda de Esmeralda en Bangkok es una de las principales atracciones turísticas de Tailandia.

Con el creciente turismo regional con el dominio de los visitantes chinos, MasterCard ha publicado el Índice de Ciudades de Destino Global 2019 con 13 de 20 dominados por las ciudades de la región de Asia y el Pacífico y también por primera vez una ciudad de un país de Asia (Bangkok) en el primer puesto con 22.78 visitantes internacionales más. Dubái (4 °), Singapur (5 °), Kuala Lumpur (6 °), Estambul (8 °), Tokio (9 °), Seúl (11 °), Osaka (12 °), La Meca (13 °), Phuket (14 °), Pattaya (15 °), Bali (19), Hong Kong (20).

## Deportes

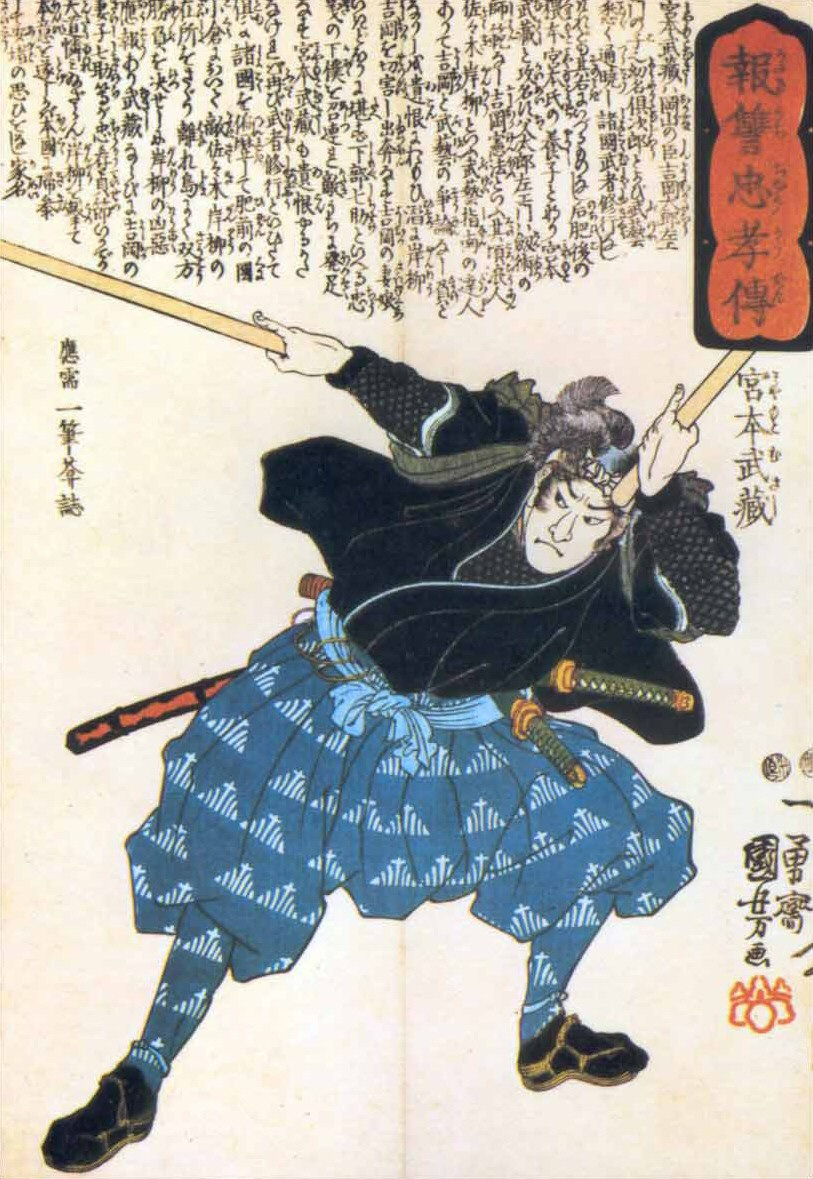
Miyamoto Musashi, una representación de las artes marciales de Japón.

En el continente se practican diferentes estilos deportivos, aunque en el Lejano Oriente, los más populares son las artes marciales como el judo, el karate, el aikido, el kenjutsu, el bojutsu, el ninjutsu, el kenpō, entre otros originarios de Japón. El taichi, el kung-fu, el Choy Lee Fut, el shaolin, entre otros originarios de China. El taekwondo, el hapkido, el taekkyon, el tangsudo, entre otros en Corea. El eskrima, el kali filipino y otros son originarios de Filipinas. Además también en el continente se han hecho famosos otros deportes como el béisbol, fútbol, baloncesto, natación, esgrima, tenis, voleibol, etcétera.
Ciertos países asiáticos, agrupados a través del Consejo Olímpico de Asia, han destacado en diferentes torneos a nivel continental o internacional, como los Juegos Asiáticos celebrados a partir de 1951 en diferentes países del continente; los Juegos de la Mancomunidad; los Juegos de la Francofonía; Filipinas y Timor Oriental han participado en uno de los eventos deportivos de los Juegos Iberoamericanos.
Japón fue el primer país del continente en inaugurar los Juegos Olímpicos en Tokio 1964. También han sido sede olímpica Corea del Sur en Seúl 1988 y China en Pekín 2008. Además por primera vez dos países juntos, Japón y Corea del Sur, fueron los anfitriones de la Copa Mundial de Fútbol de 2002. También Catar fue sede de la Copa Mundial de Fútbol de 2022. Yao Ming es el mejor deportista de la historia china, juega en la NBA en los Houston Rockets, también Ji Sung Park uno de los mejores futbolistas sur-coreano que juega al fútbol. Japón es el seleccionado que más veces ha conquistado la Copa Asiática, en cuatro ocasiones.
También cabe destacar que Australia, a pesar de estar geográficamente ubicada en Oceanía, forma parte desde 2006 de la Confederación Asiática de Fútbol. Con la obtención de la Copa Asiática 2015 se convirtió en la primera selección del mundo en lograr el curioso récord de ser el único país campeón de dos continentes distintos, ya que anteriormente conquistó la Copa de las Naciones de la OFC en cuatro ocasiones.